# Deuterocohnia glandulosa
Deuterocohnia glandulosa är en gräsväxtart som beskrevs av Elvira Angela Gross. Deuterocohnia glandulosa ingår i släktet Deuterocohnia och familjen Ananasväxter.
Artens utbredningsområde är Bolivia. Inga underarter finns listade i Catalogue of Life.

## Bildgalleri

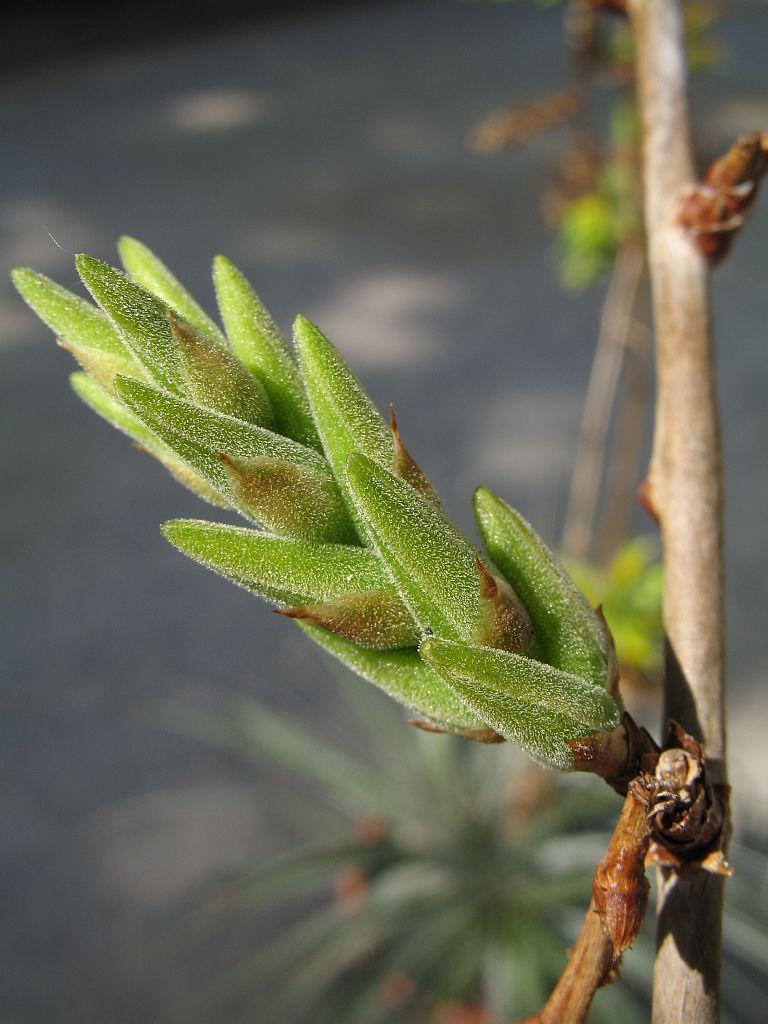
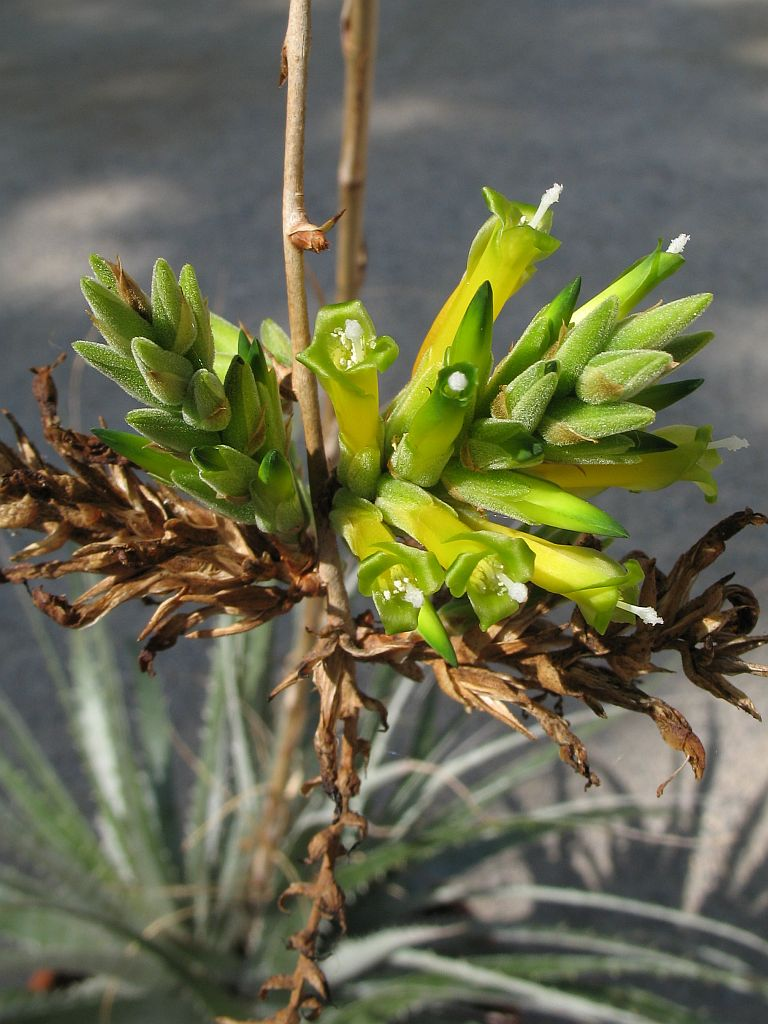
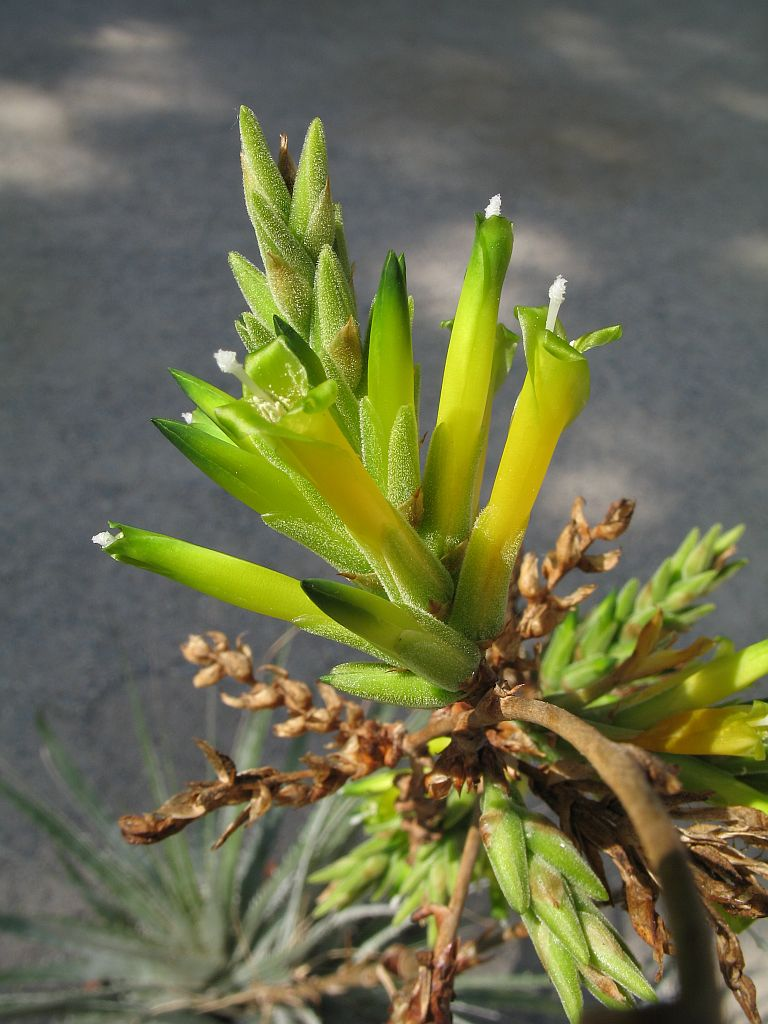
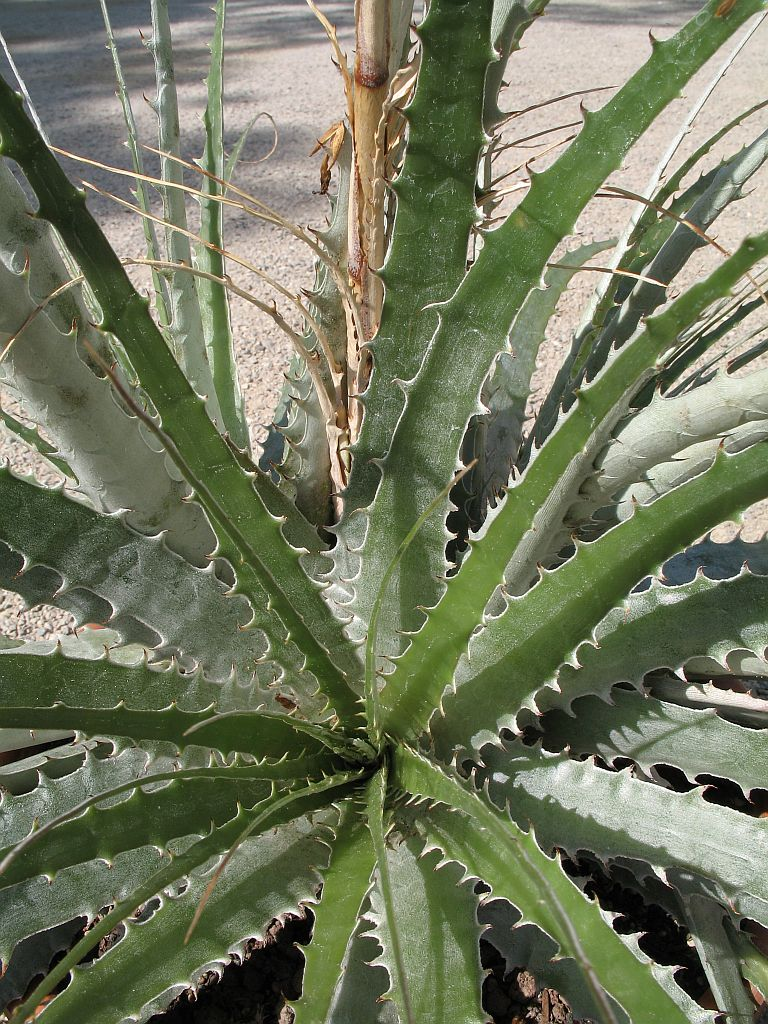